# Cyperus muliifolius
Cyperus muliifolius là loài thực vật có hoa trong họ Cói. Loài này được Poepp. & Kunth mô tả khoa học đầu tiên.